# Санга-Мбаэре
Санга-Мбаэре (фр. Sangha-Mbaéré; санго Sêse tî kömändâ-kötä tî Sangä-Mbaere) — экономическая префектура на юго-западе Центральноафриканской Республики.
- Административный центр — город Нола.
- Площадь — 19 412 км², население — 89 871 человек (2003 год).

## География
Граничит на северо-западе с префектурой Мамбере-Кадеи, на северо-востоке с префектурой Лобае, на востоке с Республикой Конго, на западе с Камеруном.
Название происходит от рек Санга и Мбаэре. Санга образуется на территории провинции при слиянии рек Кадеи и Мамбере в районе города Нола и течёт на юг в реку Конго. Мбаэре течёт по границе с субпровинцией Лобае и вливается в реку Лобае (приток Убанги).

## Субпрефектуры
- Бамбио
- Нола

## Заповедники
- Дзанга-Санга
- Дзанга-Ндоки

## Населённые пункты
- Нола
- Бамбио
- Сало
- Байанга
- Катакпо
- Лопо